# ゼクシィ
『ゼクシィ』は、リクルートが日本と中華人民共和国で発行している結婚情報誌である。地方によって異なるが、毎月下旬に発売される。

## 沿革
1993年5月に首都圏版が創刊。その後日本全国に展開され、2013年時点では20の地域版が出版されている。
創刊から数年は、誌名表記は『XY』だった。読みは現行と同じ「ゼクシィ」。『XY』は性染色体のXX（女性）とXY（男性）に由来する。創刊当時は「出会い」や「デート」といった特集が組まれることが多かったが、1995年から、ブライダル専門の情報誌とされた。
2004年には上海版が、2007年には北京版が創刊された。
1998年1月に、インターネットに『ゼクシィ』がプロデュースする【ゼクシィnet】を「イサイズウエディング」としてスタートし、会場探し・ウェディングドレス・指輪など結婚の準備全般に関する豊富な情報を掲載。2001年11月5日より、ゼクシィnetモバイル版サービスも開始。
2007年8月23日「ゼクシィnet」が、ウエディングSNS『花嫁カフェ』をサービス開始したが、会員数が減少し、サービスが終了した。

## 概要
結婚式場・ドレス・指輪・引出物などの情報や先輩カップルによる体験談、披露宴などにかかる費用の相場など、結婚準備に関する情報が掲載されている。別冊でインテリア専門や、海外ウエディング専門などの特別版も発売されている。
1993年から2000年頃までの『ゼクシィ』草創期は、半ばブライダル業界の価格破壊を使命としたような側面があって、「結婚費用 節約術100連発」といった、費用を抑えることをよしとする記事が多く見られた。実際、『ゼクシィ』創刊以前は「冠婚葬祭で費用を削るのはよくない」という風潮があり、ホテル・式場はそれに乗じて莫大な利益を上げていた。そんなブライダル業界に風穴を空けることで、読者の圧倒的な支持を得たと言える。21世紀に入った頃から少し方針を転換。ブライダル業界と共存共栄を図るという色合いが強くなり、節約系の記事は影を潜めている。
表紙や大きな特集ページなどではプロダクションなどに所属しているプロのモデルが起用されているが、その他のページでは一般募集した「ゼクシィモデルズ」と呼ばれる読者モデルなども起用されている。
2000年代以降は付録にも力を入れており、有名ブランドとコラボしたキッチン用品、ゴム手袋、婚姻届（実際に役所に提出する事が出来る）などユニークな物が多い。
地域によって雑誌の厚さには差があるが、特に首都圏版は非常に分厚く重量もあるため「鈍器の代わりになる」「凶器として使える」と言われ、実際に女子プロレスでは本誌を凶器として使うユニット（東京女子プロレス・婚勝軍）も現れた。

## ゼクシィ結婚トレンド調査
結婚式を行ったカップルにアンケート調査を行い、結婚式費用の相場、結納や仲人の実施率、新婚旅行の行き先など、多岐に亘る結婚データを毎年秋に発表している。2007年10月に発表された2007年版では、北海道、青森・秋田・岩手、宮城・山形、福島、茨城・栃木・群馬・首都圏、新潟、長野、静岡、東海、富山・石川・福井、関西、岡山・広島・山口、四国、九州の15エリアに分けて調査が行われ、地域別の風習の違いがわかる貴重な資料となっている。

## CM
2004年に加藤ローサを起用し、加藤はこのCMをきっかけにブレイクを果たす。起用される女性出演者は一般的に、結婚適齢期と呼ばれる年齢よりも若く、10代のモデルか女優が多いが、2011年を境に熟年層の人物を起用する例がある。
また、2006年から2007年までCMソングに起用されていた斉藤和義の「ウエディング・ソング」は当初、CMコピーライター・一倉宏の書いた詩に斉藤がメロディを付けたCM用のサビ部分しか作られていないものだった。しかし、オンエアを見た視聴者から1,000件を越える問い合わせが殺到し、オンエア後に両者が完全な曲として作り上げCD化された。また、同曲のPVには、CMに出演した倉科カナが出演している。

### 出演者
※ 太字表記は、歴代ゼクシィガール
- 加賀美セイラ（2001年）
- 加藤ローサ（2004年）
- JOSI（2005年）
- 倉科カナ（2006年）
- 高橋真唯（2007年）
- 森絵梨佳、渡部豪太（2008年）
- 沖樹莉亜、北条隆博（2009年）
- 野崎萌香、有川良太（2010年）
- 内田裕也、樹木希林（2011年） - 後に樹木希林のみ出演。
- 黒柳徹子（鈴木福と共演しているバージョンあり）、リリー・フランキー、高須光聖・増田みのり夫妻（2012年）
- 松井愛莉（2013年）
- 柏木由紀（2013年）[3]
- 三代目J Soul Brothers from EXILE TRIBE（2014年）
- 広瀬すず（2014年）
- 新木優子（2015年）
- 吉岡里帆、戸塚純貴（2016年）
- 佐久間由衣、清原翔（2017年）
- 井桁弘恵、細田善彦（2018年）[4]
- 白石聖、平田雄也（2019年）[5]
- 堀田真由、鈴木仁（2020年 - 2022年）
- 茅島みずき、兵頭功海（2023年 - 2024年）
- 池端杏慈、西垣匠（2025年）

### 音楽
- Crystal Kay
- 鈴木康夫（パパバージョン）、仲根しほり（娘バージョン）（2003年）
- keyco「パパパパーンの歌」（ - 2005年）
- 斉藤和義「ウエディング・ソング」（2006年 - 2007年）
- SunSet Swish「I Love You」（2008年）
- 木村カエラ「Butterfly」（2009年）
- 原田郁子「ふうふ誕生のうた」（2010年）
- 福山雅治「家族になろうよ」（2011年 - 2012年）
- MISIA「幸せをフォーエバー」（2013年）
- 柏木由紀「Birthday wedding」[3]（2013年）
- 三代目J Soul Brothers from EXILE TRIBE「Wedding Bell 〜素晴らしきかな人生〜」（2014年）
- EXILE ATSUSHI「Precious Love」（2014年）
- 嵐「愛を叫べ｣（2015年）※ジャニーズ初のCMソングを起用
- AKB48「しあわせを分けなさい」（2016年）[6]
- ゾンビーズ「This Will Be Our Year」（2017年）
- あいみょん「姿」（2022年）

## 『ゼクシィ』地域版
- 首都圏版
- 関西ゼクシィ
- 東海版
- 北海道版
- 青森・秋田・岩手版
- 宮城・山形版
- 福島版
- 茨城・栃木・群馬版
- 長野・山梨版
- 静岡版
- 新潟版
- 富山・石川・福井版
- 岡山・広島・山口・鳥取・島根版
- 四国版
- 福岡・佐賀版
- 大分版
- 長崎版
- 熊本版
- 宮崎・鹿児島版
- 上海版
- 北京版

### 『関西ゼクシィ』のみ 「関西版」ではない理由
首都圏で発刊された『ゼクシィ』の成功を受けて、関西でも立ち上げることが決まったが、「『関西版』だと東京の二番煎じみたいに思われるのではないか」との理由で「関西ゼクシィ」と命名。次に愛知・岐阜・三重・浜松エリアで「東海版」が創刊されることになるが、「東海ゼクシィ」だとどの地域を指しているのかわかりにくいとの理由で『ゼクシィ東海版』に決定。その後は、九州版以降、すべて「○○版」とされている。
首都圏を広範囲に網羅していた『ゼクシィ』は、北関東版と分冊した際に、「首都圏版」と名称を変えた。

## ムック
- ゼクシィ 海外ウエディング完全ガイド - 日本国外のウエディングに特化したムック
- ゼクシィ リゾートウエディング - リゾートウエディングに特化したムック
- ゼクシィ インテリア - 新生活に特化したムック
- ゼクシィ Anhelo（アネーロ） - 富裕層に特化したムック

## ゼクシィなび
リクルートが運営する結婚式会場紹介カウンター。「コンパルのような紹介所を通さず、『ゼクシィ』に広告を出すことで、カップルと直で取り引きができるようになります」というのが『ゼクシィ』創刊当時の謳い文句だったが、その『ゼクシィ』を発行するリクルートが紹介所ビジネスに参入することになり、話題となった。

## 関連サービス
- ゼクシィBaby
- ゼクシィ内祝い
- ゼクシィ縁結び
- ゼクシィ縁結びエージェント